# 마르첼 호사
마르첼 호사(슬로바키아어: Marcel Hossa, 1981년 10월 12일 ~ )는 슬로바키아의 은퇴한 아이스하키 선수로 포지션은 레프트윙이다. 2000년 NHL 드래프트에서 전체 순위 16위로 카나디앵 드 몽레알의 지명을 받았으며, 카나디앵 드 몽레알 소속으로 내셔널 하키 리그(NHL) 선수 경력을 시작했다. 이후 뉴욕 레인저스와 피닉스 카이오티스를 마지막으로 NHL 경력을 끝내고 디나모 리가를 시작으로 콘티넨탈 하키 리그(KHL)에서 활약했다. 슬로바키아 국가대표로도 활약하여 올림픽에 3번 참가했으며., 2012년 세계 아이스하키 선수권 대회에서 준우승을 차지했다.
NHL에서 활동했던 마리안 호사는 그의 형이다.